# Специјале (Бриндизи)
Специјале (итал. Speziale) је насеље у Италији у округу Бриндизи, региону Апулија.
Према процени из 2011. у насељу је живело 535 становника. Насеље се налази на надморској висини од 85 м.